# Морський леопард
Морськи́й леопа́рд, леопардовий тюлень (Hydrurga leptonyx) — вид тварин родини Тюленевих (Phocidae). Єдиний представник роду Hydrurga. Широко поширені в антарктичних і субантарктичних водах.

## Опис
Забарвлення від темно-сірого до майже чорного на спині, боки світліші, низ сріблястий. Є сірі плями на горлі, плечах і боках. Голова здається непропорційно великою, передні ласти відносно довгі.
Дорослі самці від 2,8 до 3,3 м в довжину і важать до 300 кг. Дорослі самиці від 2,9 до 3,6 м, дуже великі тварини можуть досягти 3,8 м і вагою від 260 до понад 500 кг. Цуценята: від 1 до 1,6 м в довжину і важать від 30 до 35 кг при народженні.

## Біологія
Вік статевої зрілості, ймовірно, 4 роки для самиць і 4,5 року для самців. Довголіття, за оцінками, понад 26 років. Цуценята народжуються на льоду від початку листопада до кінця грудня. Спарювання, як вважають, відбувається у воді. У морі, як і на льоду, морські леопарди здебільшого поодинокі. Вони добре відомі своїми звичками полювати на пінгвінів. Втім, раціон тварин насправді досить різноманітний і включає криль, рибу, кальмари, різні види птахів.

## Чисельність
Після тюленя-крабоїда і тюленя Уеддела, морський леопард є одним з найпоширеніших тюленів Антарктики. За оцінками учених, його популяція в південних морях налічує близько 400 тисяч особин. На сьогодні цей вид не перебуває під загрозою зникнення.